# Molophilus peculiaris
Molophilus peculiaris är en tvåvingeart som beskrevs av Alexander 1973. Molophilus peculiaris ingår i släktet Molophilus och familjen småharkrankar. Inga underarter finns listade i Catalogue of Life.